# إبراهيم باشا (وال)
إبراهيم باشا سياسي عثماني شغل منصب والي مصر منذ 1779 حتى 1779.